# Megachoriolaus lineaticollis
Megachoriolaus lineaticollis là một loài bọ cánh cứng trong họ Cerambycidae.